# 扭转

圓形截面杆受到扭矩作用而产生扭转角。

扭轉(英語：torsion)在固體力學領域，是指一個對象由於受到扭矩而发生变形。扭矩的单位是牛頓米（N·m）。在垂直於轉矩軸的截面产生的剪應力垂直於半徑。 
{\displaystyle {\theta }_{t}={\frac {L}{G\cdot I_{p}}}\cdot M_{t}}
其中
- {\displaystyle L} 是杆的长度
- {\displaystyle G} 是材料的剪切模量
- {\displaystyle I_{p}} 是杆的截面二次轴矩[2]。

对于薄壁梁，其橫截面是否封閉，对抗扭性影响很大。例如，一個壁厚為半徑的10％圓管，封閉橫截面比開槽橫截面的圆管抗扭性大300倍。